# Leptochilus ferrugineus
Leptochilus ferrugineus är en stekelart som beskrevs av Parker 1966. Leptochilus ferrugineus ingår i släktet Leptochilus och familjen Eumenidae. Inga underarter finns listade i Catalogue of Life.